# Alaca
Alaca là một huyện thuộc tỉnh Çorum, Thổ Nhĩ Kỳ. Huyện có diện tích 1361 km² và dân số thời điểm năm 2007 là 40770 người, mật độ 30 người/km².